# Гелугпа
Гелуг или Гелуг-па (или Ге Луг Па, ге-луг-па, или Гелугпа), позната също като Жълтите шапки е будистка школа основана от Дже Цонкапа (1357 – 1419), философ и тибетски религиозен водач. Той установява първият манастир в Ганден, a Ганден Трипа „държателят на трона Ганден“ е официален глава на школата, докато на практика най-влиятелните фигури са Далай и Панчен Ламите. Съюзявайки се с монголите като мощен патрон, Гелуг се оказва най-многобройната и влиятелна будистка школа в Тибет в края на 16 век.

## Лама Цонкапа
Голям привърженик на ученията на школата Кадампа (Ка'-дам-па), Цонкапа бил ентусиазиран поддръжник на важността на Махаяна принципа за универсалното съчувствие като основна духовна ориентация. Наред с това той поставя силен акцент върху развиването на задълбочено вникване в учението за пустотата, изложено от индийските учители Нагарджуна (2 век) и Чандракирти (7 век). Според Цонкапа тези два аспекта на духовния път, съчувствие и мъдрост, трябва да се вкоренят в безрезервно желание за освобождение подтиквани от истинско чувство за себеотрицание. Той ги нарича „Трите основни аспекти на пътя“ и смята, че въз основа на тези три човек трябва да се поеме задълбочения път на Ваджраяна будизма.
Централните учения на школата Гелуг са Етапите на пътя(Ламрим), основани върху ученията на индийски учител Атиша (ок. 11 век) и систематичното развиване на възгледа за пустотата. Това се обединява с медитации от Най-висшата йога тантри идам и като Гухясамаджа, Чакрасамвара, Ямантака и Калачакра, където основен фокус е прякото преживяване на неделимото единство на блаженство и пустота.
Шест коментара на Цонкапа са основния източник за ученията на Гелуг традицията, както следва:
- Великото изложение на етапите на пътя (Лам-рим чен-мо),
- Великото изложение на тантра (Нгаг-рим ченмо),
- Същността на красноречието на тълкувателните и окончателните учения (Drnng-nges legs-bshad snying-po),
- Възхвала на относителността(rTen-'brel bstodpa),
- Ясното изложение на петте етапа на Гухясамаджа (gSang-'dus rim-lnga gsal-sgron) и
- Златната броеница (gSer-phreng).

Всеки Гелуг манастир използва собствен комплект от текстови коментари от различни автори, известни като монашески ръководства (Тиб. yigcha). Ученията на Цонкапа се разглеждат като защита срещу развиване на заблуди в разбирането и практиката на Махаяна и Ваджраяна. Казано е, че неговите истински последователи вземат Великото изложение на етапите на пътя като свое сърдечно учение.
Школата Гелуг акцентира върху етиката и монашески дисциплина на Виная като основен елемент на духовната практика. По-специално, подчертава се необходимостта да се преследва духовна практика степенувано по последователен начин. Вероятно, Гелуг е единствената школа от Ваджраяна будизма, който предписва монашеско ръкополагане като необходима квалификация и основа в своите учители (лами). На светски хора обикновено не се разрешава да се дават посвещения, ако има учители с монашески обети в непосредствена близост. Тази дисциплина е установена от Цонгкапа като механизъм, предназначен да помогне за предотвратяване на будистките учения от дегенерация. Дже Ринпоче чрез ненадмината мъдрост и директно Възприятие на Манджушри показва на съзнателните същества виждане на това, как Ваджраяна ученията могат да се практикуват без да се компрометира „Виная“.
Една от дълбоките (но не задължително отличителни) характеристики на Гелуг традицията е тази, която учи на външно спокойствие и контролиран маниер слушателя, докато в същото време вътрешното равновесие се свързва с Двата етапа на медитиращия практик. Обяснението на Цонгкапа (следвайки Атиша) представя сутра и тантра, като взаимно допълващи се пътеки.

## Манастири и държатели на линията
Цонкапа основава манастира Ганден през 1409 година като свое основно седалище. Той има много ученици, неговите главни ученици са Гялцаб Дже (1364 – 1431) и Кедруп Дже (1385 – 1438). Други изтъкнати ученици са Тогден Джампал Гяцо, Джамянг Чодже, Джампченпа Шераб Сенге и Гялва Гендун Друп, 'Първия' Далай Лама (1391 – 1474). След смъртта на Цонкапа, неговите учения са държани и разпространявани от Гялцаб Дже и Кедруб Дже, които били негови наследници като игумени на манастира Ганден. Все още линията е държана от Ганден Трипа – трон-притежателите на Ганден манастира – сред които настоящия притежател е Кеншур Лунгри Намгял, 101-вият Ганден Трипа (а не, както често се недоразбира от Далай Лама).
Манастирът Дрепунг е основан от Джамянг Чодже, манастирът Сера е основан от Чодже Шакия Йеше и Гялва Гендун Друп основава манастира Таши Лунпо.
Манастирът Лабранг, в Ксиахе област в провинция Гансу (и в традиционно тибетската историческа област Амдо) е основан през 1709 година от първия Джамянг Цаипа, Нгаванг Цондру. Много Гелуг манастири били построени из цял Тибет както и в Китай и Монголия.
Сред основните държатели на линията Гелуг са последователните превъплъщения на Далай Лама (също често наричани с 'Гялва Ринпоче'), приемствеността на Панчен Лама, Чагкия Дордже Чанг, Нганчен Кончог Гялцен, Кииушо Тулки Тенцин Тринли, Джамянг Шепа, Пурчок Джампа Ринпоче, Джамянг Деве Дордже, Такфу Ринпоче, Качен Йеше Гялцен, последователните прераждания на Кябдже Йонгдцин Линг Ринпоче, и последователните прераждания на Кябдже Йонгцин Триджанг Ринпоче.

## Ваджраяна практика в Гелуг
Гухясамаджа, Чакрасамвара и Ямантака са Трите основни Идам практики в линията Гелуг, въпреки че Калачакра практиката е също важна. Гухясамаджа е най-важната практика; както Далай Лама отбелязва, „има една поговорка в Гелуг: Ако някой е в движение, то е Гухясамаджа. Ако някой е тих, то е Гухясамаджа. Ако човек медитира, то трябва да бъде върху Гухясамаджа“ Ето защо, независимо дали човек се занимава с проучване или практика, Гухясамаджа трябва да бъде на фокус. "

## Влияние
Сонам Гяцо, който се счита, че е третото превъплъщение на Гялва Гендун Друп, формира съюз с най-мощния тогава Монгол водач, Алтан Кан, през 1577 година. В резултат на това той е определен като „Далай“ (превод на монголски името Гяцо, което означава океан), и Гялва Гендун Друп и Гендун Гяцо посмъртно бяха признати като на 1-ви и 2-ри Далай Лама. Сонам Гяцо беше много активен в проповядване сред монголите, и Гелуг традиция щяла да стане основния духовен ориентир на монголите в следващите няколко века. Това донесе на Гелугпа мощни покровители, които да ги тласкат напред към превъзходство в Тибет. Гелуг-монголския съюз бил допълнително укрепен след смъртта на Сонам Гяцо, установено било че неговото въплъщение е на правнук на Алтан хан.
Към края на 16 век, след насилствените разногласията между сектите на Тибетския будизъм, Гелуг школата се очертава като доминираща. Според тибетския историк Самтен Кармаи, "Сонам Чопел (1595 – 1657), касиер на Ганден двореца, бил главният архитект издигнатата школа Гелуг към политическа власт. Късно той получава титлата „деси“, което означава „регент“, която той печели чрез усилията си, за да се установи могъществото на Гелугпа".
От периода на Лоцанг Гяцо, 5-и Далай Лама през 17 век, Далай Лама заемали политически контрол над централен Тибет. В хода на това царуване Джонанг школата е насилствено обърната в Гелуг традиция като наказание за измяна, заедно с някои Кагю и Нйингма манастири.